# Slovník spisovné češtiny
Slovník spisovné češtiny pro školu a veřejnost, zkratka SSČ, je normativní výkladový slovník českého jazyka zpracovaný a průběžně aktualizovaný Ústavem pro jazyk český Akademie věd České republiky a vydávaný nakladatelstvím Academia.
Slovník zahrnuje téměř 50 000 hesel současné češtiny. Hesla obsahují kromě výkladu významu také informace o pravopisu, výslovnosti, skloňování a časování, původu slov, stylové vrstvě, frekvenci užívání, časovém zařazení, typických slovních spojeních a podobně.
V přílohách je k dispozici poučení o tvoření slov v češtině, seznam nejčastějších českých rodných jmen a příjmení, seznam frekventovaných zeměpisných názvů a seznam běžných českých zkratek a značek.
V knižní podobě je jednosvazkový. Elektronickou podobu slovníku vydává nakladatelství LEDA. Spolu s dalšími slovníky je přístupný také online v elektronické databázi DEBDict, aplikaci vyvinuté Fakultou informatiky Masarykovy univerzity v Brně.
Hlavním autorem 1. vydání a autorem koncepce slovníku byl Josef Filipec, který je také autorem jeho předmluvy.

## Přehled vydání
- 1. vydání – 1978, hlavní redakce Josef Filipec a František Daneš, 799 str., 150 000 výtisků
- 2., opravené a doplněné vydání – 1994, dotisk 1998, 2001, hlavní redakce Josef Filipec, František Daneš, Jaroslav Machač a Vladimír Mejstřík, 647 str., ISBN 80-200-0493-9
- 3., opravené vydání – 2003, dotisk 2005, hlavní redakce Vladimír Mejstřík, 647 str., ISBN 80-200-1080-7
- 4. vydání, obsahově totožné se 3. – 2005, dotisk 2010, hlavní redakce Josef Filipec, František Daneš, Jaroslav Machač a Vladimír Mejstřík, 647 str., ISBN 80-200-1347-4 (váz.), ISBN 80-200-1446-2 (chyb.)